# Rick Darnell
Richard Darnell, detto Rick (1º gennaio 1953), è un ex cestista statunitense, professionista nella ABA, in Italia e in Francia.